# كأس مارلبورو لكرة القدم
كأس مارلبورو Marlboro Cup هي بطولة دولية لكرة القدم أقيمت بشكل غير منتظم من عام 1987 إلى عام 1990 في الولايات المتحدة.  برعاية شركة فيليب موريس للترويج لعلامتها التجارية من السجائر مارلبورو، ضمت البطولة الأندية الكبرى والمنتخبات الوطنية. 

## قائمة الأبطال
| السنة | الشهر             | للمدينة المستضيفة      | البطول                 | الوصيف                    | المركز الثالث             | المركزالرابع             |
| ----- | ----------------- | ---------------------- | ---------------------- | ------------------------- | ------------------------- | ------------------------ |
| 1987  | مارس              | ميامي، فلوريدا         | نادي ميلوناريوس        | الولايات المتحدة          | نادي ساو باولو            | ديبورتيفو كالي           |
| 1988  | مارس              | ميامي، فلوريدا         | أتلتيكو ناسيونال       | الولايات المتحدة          | كولو-كولو                 | نادي ميلوناريوس          |
| 1988  | أبريل             | سان أنطونيو، تكساس     | نادي جامعة غوادالاخارا | نادي أونيفرسيداد ناسيونال | Fort Lauderdale Strikers ‏ | نادي أليانزا ‏            |
| 1988  | أغسطس             | مدينة نيويورك، نيويورك | سبورتينغ كريستال       | برشلونة                   | نادي بنفيكا               | أتلتيكو ناسيونال         |
| 1988  | 1988 (لوس أنجلوس) | لوس أنجلوس، كاليفورنيا | غواتيمالا              | نادي جامعة غوادالاخارا    | السلفادور                 | دوري أيرلندا الحادي عشر ‏ |
| 1989  | أبريل             | ميامي، فلوريدا         | إنديبنديينتي سانتا في  | الولايات المتحدة          | أمريكا دي كالي            | سبورتينغ كريستال         |
| 1989  | يونيو             | مدينة نيويورك، نيويورك | الولايات المتحدة       | بيرو                      | نادي بنفيكا               | أمريكا دي كالي           |
| 1989  | يوليو             | شيكاغو، إلينوي         | الولايات المتحدة       | غوادالاخارا               | رتش شوروزو                | غواتيمالا                |
| 1989  | أغسطس             | لوس أنجلوس، كاليفورنيا | المكسيك                | يوفنتوس                   | كوريا الجنوبية            | الولايات المتحدة         |
| 1990  | فبراير            | ميامي، فلوريدا         | الأوروغواي             | كوستاريكا                 | كولومبيا                  | الولايات المتحدة         |
| 1990  | فبراير            | لوس أنجلوس، كاليفورنيا | كولومبيا               | غوادالاخارا               | الاتحاد السوفيتي          | كوستاريكا                |
| 1990  | مايو              | شيكاغو، إلينوي         | نادي أطلس              | كولومبيا                  | بولندا                    | كوستاريكا                |
| 1990  | أغسطس             | مدينة نيويورك، نيويورك | نادي فلامنغو           | أليانزا ليما              | الولايات المتحدة          | سبورتينغ لشبونة          |

## أنظر أيضا
- كأس مارلبورو 1988 (لوس أنجلوس)

## روابط خارجية
- كؤوس مارلبورو (الولايات المتحدة الأمريكية) 1987-1990